# Bist du bei mir
"Bist du bei mir" met als volledige titel: "Bist du bei mir geh ich mit Freuden", (Als je bij mij bent, ga ik in vreugde) is een aria uit de opera Diomedes, Oder: Die triumphierende Unschuld van Gottfried Heinrich Stölzel, oorspronkelijk geschreven als: Bistu bey mir. De aria komt uit Stölzel's opera Diomedes, Oder: die Triumphierende Unschuld. De aria staat het meest bekend als "Bist du bei mir", BWV 508, een versie voor stem en basso continuo en die als nr. 25 in het Zweiten Notenbuch der Anna Magdalena Bach uit 1725 is aangetroffen.

## Geschiedenis
In 1717-1718 was Gottfried Heinrich Stölzel voor korte tijd hofkapelmeester in Bayreuth. Daar ging zijn opera Diomedes, Oder: Die triumphierende Unschuld (De triomferende Onschuld) op 16 november 1718 in première. Afgezien van enkele aria's ging de muziek van deze opera verloren. Een versie voor sopraan, strijkers en basso continuo van zijn aria "Bist du bei mir" leeft voort in een 18e-eeuws manuscript van de Sing-Akademie zu Berlin.
De aria, die in het "Zweiten Notenbuch der Anna Magdalena Bach" van Anna Magdalena Bach werd gevonden, is in de tweede helft van de 19e eeuw door het Bach Gesellschaft gepubliceerd als compositie van Johann Sebastian Bach. Omstreeks 1915 ontdekte Max Schneider in een 18de-eeuws manuscript, Stölzel's orkestversie van de aria, samen met zes andere aria’s van Stölzel, die bewaard lagen in de bibliotheek van de Berlijnse Sing-Akademie. Tijdens de Tweede Wereldoorlog werd in 1943 het archief van de Sing-Akademie in dozen en kisten opgeborgen. Door brandbommen van de geallieerden werd het gebouw van de academie, het huidige Gorki-Theater, zwaar beschadigd.

In 1950 noemde Wolfgang Schmieder "Bist du bei mir" een compositie van Bach en nam het op in de eerste editie van de Bach-Werke-Verzeichnis, waarbij hij het met nummer 508 in die catalogus aanduidde.
 In 1957 werd de aria gepubliceerd in de Neue Bach Ausgabe, waar de  redacteur Georg von Dadelsen, de verloren gewaande orkestversie in de uitgave van Critical Commentary vermeldde.
 In de editie van 1998 van de Bach-Werke-Verzeichnis bleef "Bist du bei mir" in de hoofdcatalogus vermeld (d.w.z. het werd niet naar de Anhang verplaatst, waar de twijfelachtige of niet-authentieke werken zijn opgenomen). Er was wel de vermelding dat het was gebaseerd op een zetting van Stölzel in een ontoegankelijke bron.
In 1999 werd het verloren gewaande archief van de Sing-Akademie na jarenlange zoekacties in Kiev door Christoph Wolff teruggevonden. Het bleek dat in de chaos aan het einde van de oorlog Russische troepen het archief hadden meegenomen naar Oekraïne waar het in Kiev in het Archiefmuseum voor Literatuur en Kunst van Oekraïne belandde en als Fonds 441 in uitstekende staat bewaard was gebleven. Desalniettemin werd het manuscript in 2006 nog steeds als verloren beschouwd,, terwijl in datzelfde jaar het manuscript wel werd beschreven in een publicatie van het Bach Archiv, bewerkt door Wolfram Ensslin.

In 2009 werd een volledige catalogus van het archief van de Sing-Akademie gepubliceerd waarin het manuscript met de vijf aria’s van Stölzel werd aangeduid met: SA 808.

## Zeven aria's
In 2017 zijn "Bist du bei mir" en de zes andere aria’s van het manuscript SA 808 geïdentificeerd als afkomstig van de opera Diomedes van Stölzel. Het archief van de Sing-Akademie werd overgedragen aan de Berlijnse Staatsbibliotheek, die een kopie van het manuscript maakte en die de Diomedes aria’s op haar website zette.

## Populariteit
"Bist du bei mir" is zeer populair geworden bij huwelijksceremonies en soortgelijke gelegenheden. 
De vraag of de perceptie en populariteit van het stuk zou zijn beïnvloed als het manuscript eerder als van Stölzel zou zijn geïdentificeerd, blijft onbeantwoord.

## Verschil Stölzel- en Bach-versie
De versie van de basso continuo in BWV 508 is levendiger en meer vloeiend dan in de bestaande orkestversie van de aria van Stölzel. Het is onzeker van wie de muziek van de basso continuo afkomstig is, omdat het notenschrift ervan in het Notenbüchlein van de hand van Anna Magdalena Bach is en zij er geen componist bij heeft vermeld. In een essay in het Bach-Jahrbuch 2002 speculeert Andreas Glöckner dat zij het lied moest hebben verkregen uit de inventaris van de Opera van Leipzig, die in 1720 failliet ging, of dat het simpelweg een populair lied was dat bijna iedereen in Leipzig kende en dat het geschikt werd geacht als Hausmusik.

## Tekst
Bist du bei mir, geh ich mit Freuden

zum Sterben und zu meiner Ruh.

Ach, wie vergnügt wär so mein Ende,

es drückten deine schönen Hände

mir die getreuen Augen zu!

Als jij bij mij bent, dan ga ik met vreugde

naar de dood en naar mijn rust.

Ach, hoe aangenaam zou mijn einde zijn

als jouw mooie / lieve handen

mijn trouwe ogen zouden sluiten.

## Opnames
- Elisabeth Schwarzkopf, sopraan en pianist Gerald Moore, Abbey Road Studios, geproduceerd door Walter Legge, 1954;[24]
- Alfred Deller, countertenor, op het album Deller Vol. 4; Handel, Bach & The English Renaissance met Gustav Leonhardt;
- Aafje Heynis, alt, met Pierre Palla op orgel;
- Natalie Dessay, sopraan en de Rolando Villazón, tenor in een arrangement voor piano, violen en cello van Philippe Rombi voor de film Joyeux Noël, 2005;
- Plácido Domingo & Sissel, op het album "De beste, 1986-2006", 2006.
- Hayley Westenra, op het album Treasure, 2007.
- Anneke van Giersbergen & Arstidir, op het album "Verloren Verleden", 2016.